# Paracheilinus mccoskeri
Paracheilinus mccoskeri е вид лъчеперка от семейство Labridae.

## Разпространение
Видът е разпространен в Австралия, Британска индоокеанска територия, Йемен, Индия, Индонезия, Кения, Коморски острови, Майот, Малдиви, Мианмар, Мозамбик, Оман, Сейшели, Сомалия, Тайланд и Танзания.